# نقش‌برجسته تنگ تیر
نقش برجسته تنگ تیر در شهرستان بیضا، بخش بیضاء، روستای دشمن زیاری واقع شده و این اثر در تاریخ ۱۲ بهمن ۱۳۸۱ با شمارهٔ ثبت ۷۱۷۷ به‌عنوان یکی از آثار ملی ایران به ثبت رسیده است.